# Lords of Magic
Lords of Magic es un videojuego de estrategia por turnos para Microsoft Windows lanzado por Sierra Entertainment e Impressions Games en el año 1998. Normalmente se compara a este juego con otros títulos como Lords of the Realm o Heroes of Might and Magic.

## Marco del juego
El juego se desarrolla en el mundo fantástico de Urak. Este mundo se rige por un conflujo arcano y elemental que simboliza ocho religiones de las que la mayoría de los habitantes de Urak son siervos y creyentes; llamado círculo de la vida. Cada jugador ha de elegir una Religión y un personaje, que será su Lord entre tres tipos: Conjuradores de hechizos, Guerreros y Ladrones, cada uno con habilidades propias.

## Argumento.
Sobre los habitantes de Urak se cierne una amenaza común; Lord Balkoth, Lord de la Muerte que intenta someter a todo el mundo a su malvado Dios, Golgoth. El resto de religiones debe detenerlo en su propósito y devolver la paz y la gloria pasadas a Urak.

## Religiones y facciones.
Las facciones de Lords of Magic son ocho: Orden, Caos, Vida y Muerte (Arcanas) y Agua, Fuego, Tierra y Aire (Elementales). Cada religión se basa en características propias de su nombre, en cuanto a criaturas, hechizos y forma de vida. Lords of Magic hace referencia a la mitología griega, nórdica, escandinava, medieval, celta, a la literatura fantástica y a la cultura popular, con gran originalidad e innovación.

## Secuelas y relanzamientos
Lords of Magic cuenta con una edición especial, en la que se potenciaban características del juego original y se añadía una nueva sección de juego; Leyends of Urak, Leyendas de Urak en la que se pueden jugar 5 campañas sobre diversos personajes mitológicos e históricos y otros ficticios del juego, perteneciente ellos a cuatro de las religiones del juego: Orden, Tierra, Fuego y Muerte.
A pesar de las continuas peticiones a través del tiempo por una Secuela de Lords of Magic, las súplicas de los fanes son ignoradas y las esperanzas por un Lords of Magic 2 cada vez son menores así como los fanes que arrastra en la actualidad este clásico de los videojuegos.

## Banda sonora
El juego dispone de una banda sonora new age, en la que cada facción del juego posee un tema propio. Este proyecto musical corrió a cargo de Keith Zizza, quién más tarde trabajaría para Sierra en la Banda sonora del Juego Pharaon. 